# Holger Schaeben

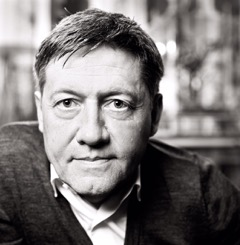
Foto: Oliver Tjaden

Holger Schaeben (geboren in Hilden) ist ein deutscher Autor.

## Leben
Holger Schaeben wuchs in Düsseldorf als zweites Kind einer Arbeiterfamilie auf. Seit 1996 arbeitet er als freier Autor und Ghostwriter. Er lebt mit Ehefrau und Sohn in Salzburg. Seine Schulzeit schloss er 1978 mit dem Abitur am Otto-Hahn-Gymnasium in Monheim am Rhein ab. Nach dem Wehrdienst studierte er in Köln an der Westdeutschen Akademie für Kommunikation.
Schaeben arbeitete ab 1983 zunächst als Werbetexter in internationalen Werbeagenturen. Zudem schrieb er Kurzgeschichten, Essays und Prosa. Frühe Reisen nach Frankreich, Italien und Spanien inspirierten ihn zu seinen Shortstories, die er schließlich 2015, unter dem Titel »Meer. Jung. Frau«, im Zürcher Offizin Verlag veröffentlichte.
Seit 1996 lebt Schaeben vom freien Schreiben. Über seine schriftstellerische Tätigkeit hinaus arbeitet er seit vielen Jahren auch als Ghostwriter und Auftragsautor unter seinem Label SCHAEBENSCHREIBT.
Als freier Autor verfasst Schaeben Prosa und Sachtexte. Im Mittelpunkt seiner freien Schreibarbeit steht die dokumentarische Literatur. Die Technik der Montage aus Faktum und Fiktion hat er zuletzt in seinem Doku-Roman »Der Sohn des Teufels« angewendet, in dem er die Geschichte von Walter Chmielewski erzählt, dem Sohn des KZ-Kommandanten von Gusen. Zuletzt veröffentlichte er ein ebenso dokumentarisches Werk im Darmstädter Theiss Verlag: »Am Nachmittag kommt der Führer – Schicksalsjahr 1938«.

## Werke
- Am Nachmittag kommt der Führer. Schicksalsjahr 1938. Theiss Verlag, Darmstadt 2018, ISBN 978-3-8062-3682-8.
- Der Sohn des Teufels. Aus dem Erfahrungsarchiv des Walter Chmielewski. Offizin Verlag, Zürich 2015, ISBN 978-3-906276-18-2.
- Meer Jung Frau. Neun Stories und eine. Offizin Verlag, Zürich 2015, ISBN 978-3-906276-05-2.
- Es ist ein hartes Leben in der Provinz, aber einer musste es tun. Nachrichten vom Erleben auf dem Land: unsachliches Sachbuch. Verl.-Haus Monsenstein und Vannerdat, Münster 2013, ISBN 978-3-86991-862-4.